# Polinomio di Racah
In matematica i polinomi di Racah costituiscono una famiglia di polinomi ortogonali introdotta da James Wilson nel 1978 e così chiamati in onore di Giulio Racah, in quanto le loro relazioni di ortogonalità sono equivalenti alle relazioni di ortogonalità per i coefficienti di Racah.
I polinomi di Racah si possono definire come funzioni ipergeometriche ponendo:  
{\displaystyle p_{n}(x(x+\gamma +\delta +1)):={}_{4}F_{3}\left[{\begin{matrix}-n&n+\alpha +\beta +1&-x&x+\gamma +\delta +1\\\alpha +1&\gamma +1&\beta +\delta +1\\\end{matrix}};1\right]}
In parallelo ad essi Richard Askey e James Wilson hanno introdotto i polinomi q-Racah in termini di funzioni ipergeometriche basiche ponendo:{\displaystyle p_{n}(q^{-x}+q^{x+1}cd;a,b,c,d;q)={}_{4}\phi _{3}\left[{\begin{matrix}q^{-n}&abq^{n+1}&q^{-x}&q^{x+1}cd\\aq&bdq&cq\\\end{matrix}};q;q\right]}
Per taluni scopi risulta conveniente definirli mediante un cambiamento di variabili come 
{\displaystyle W_{n}(x;a,b,c,N;q)={}_{4}\phi _{3}\left[{\begin{matrix}q^{-n}&abq^{n+1}&q^{-x}&cq^{x-n}\\aq&bcq&q^{-N}\\\end{matrix}};q;q\right]}